# G-funk
G-funk (Gangsta-funk o Ghetto-funk) es un subgénero del hip hop que surgió a partir del gangsta rap de la costa oeste a principios de la década de los 90. Este género está caracterizado por una temática hedonista. El G-funk se convirtió en el subestilo principal del mainstream del hip hop por un espacio de tiempo de cerca de cuatro años, un período que comenzaría con el lanzamiento de The Chronic por Dr. Dre en 1992 y culminaría con la caída de Death Row Records en 1996.

## Orígenes

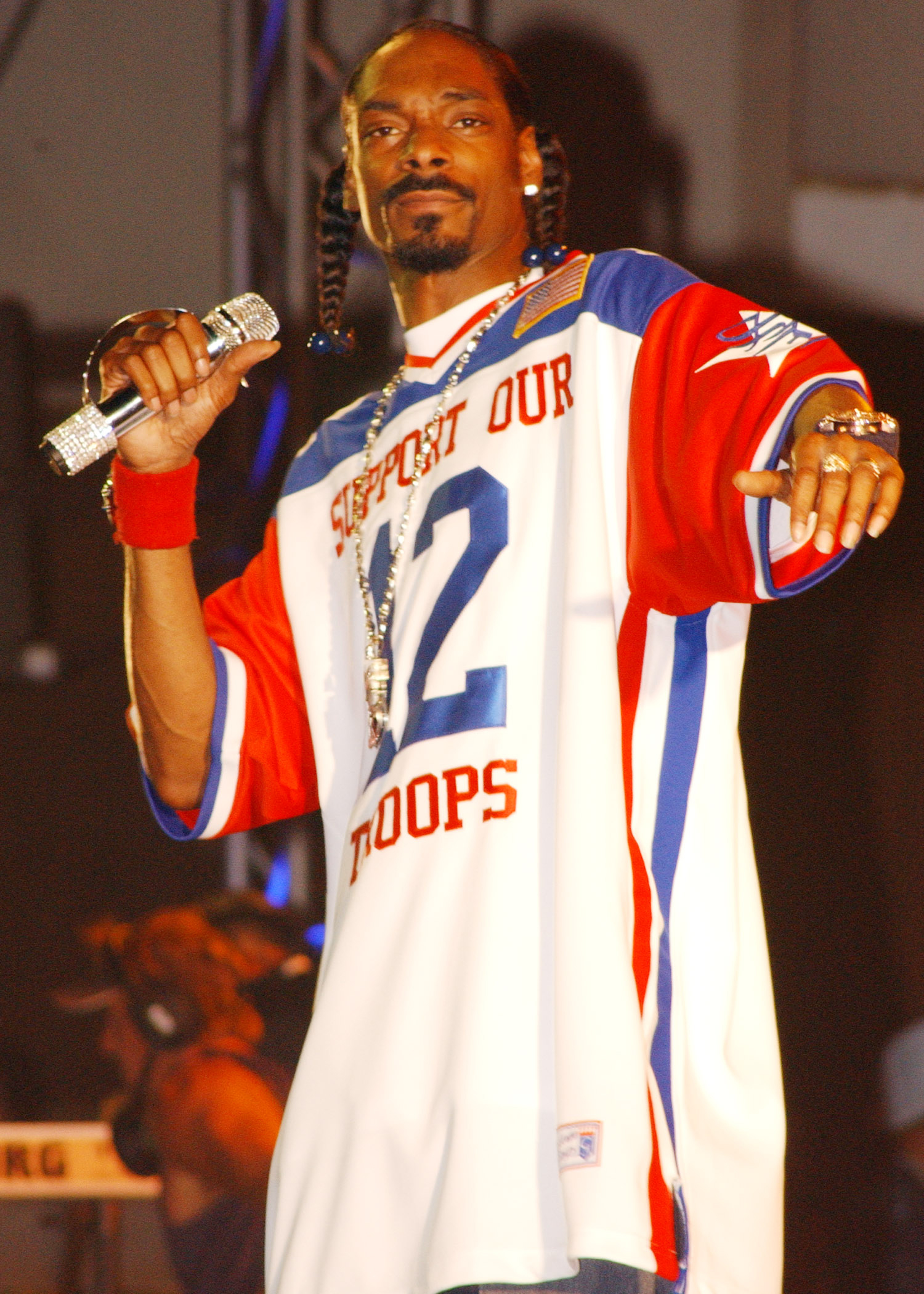
Snoop Dogg contribuyó a promover el G-funk.

Existe un cierto debate acerca de a quién corresponde la paternidad del género "G-funk". Generalmente se reconoce a Dr. Dre y a su hermanastro Warren G como los creadores de este sonido, pudiendo ser el sencillo Alwayz Into Something de N.W.A. (1991) considerado como pionero del G-funk. El primer sencillo de G-funk propiamente dicho de Dr. Dre fue "Deep Cover" publicado en 1992, canción que aparece en la banda sonora de la película de mismo nombre, y que también sirvió para introducir al joven Snoop Dogg en el mundo del hip hop.
Sin embargo, existe una corriente de opinión que afirma que Dr. Dre robó el concepto de G-funk del rapero Cold 187um del grupo Above the Law, cuando N.W.A. y Above The Law fueron fichados por Ruthless Records a principios de los 90. Above The Law clama que el álbum Black Mafia Life, aunque fuera lanzado después de The Chronic, fue desarrollado mientras Dre todavía estaba en Ruthless, y que este sólo fue capaz de concebir el sonido de su álbum gracias a que escuchó los temas del disco de Above The Law, a quienes presuntamente habría imitado. Muchas canciones de Black Mafia Life suenan similares a The Chronic, como por ejemplo "Pimp Clinic", que está basada en el mismo sample que el éxito de Dre "Let Me Ride". Above The Law continúan defendiendo que ellos son los arquitectos del G-funk, motivo que llevó a Cold 187um y Kokane a realizar una "diss song" a Dre y Death Row Records por robar e imitar el sonido que supuestamente inventaron. Este tema aparece en el álbum de Kokane titulado Funk Upon A Rhyme. 
También se han hecho comparaciones entre el G-funk y la Mobb Music de San Francisco, que nunca ha tenido éxito en el mainstream pero incorpora elementos similares al G-funk, con más variaciones de ritmo, sintetizadores y más instrumentos en directo.

## Características musicales
El G-funk es un tipo de rap basado en música funk a un tiempo muy bajo, y se caracteriza por incorporar múltiples capas de melodía generadas mediante sintetizador, un groove suave e hipnótico, líneas de bajo profundas, vocales femeninas de fondo y acordes de teclado en tonos especialmente agudos. Destaca la frecuencia con que el género samplea temas de P-funk, siendo probable que la denominación del término copie la forma de llamar al subgénero del funk que preconizaba George Clinton y sus Parliament-Funkadelic. También se suele hacer uso de talk-box un instrumento que hizo my popular Roger Troutman en el tema California Love de 2pac.
Es también característico del género la forma de rapear, normalmente arrastrada y "vaga", lo que sirve para acompasar la letra al tempo y para hacer más entendibles las palabras. En cuanto a la temática, suele estar centrada en las mujeres, el sexo, la violencia y las drogas, lo que le ha valido al género múltiples críticas por su simplicidad, machismo y culto al delito.

## Influencia
Tras el lanzamiento de The Chronic, muchos productores de la Costa Oeste e incluso algunos de la Costa Este comenzaron a producir en el estilo G-funk o a imitarlo. Un gran ejemplo de G-Funk á la New York fue el hit de Notorious Big, Big Poppa, producido por Sean "Puffy" Combs. Productores como Warren G y DJ Quik produjeron su material más reconocido en el estilo G-funk, al igual que Dre, Daz Dillinger y Easy Mo Bee.

## Final de la era G-funk
En 1996, con la salida de Dr. Dre de Death Row Records, el asesinato de Tupac Shakur y el encarcelamiento de Suge Knight condenado por asociación mafiosa, la era G-funk llegó a su fin. Al poco tiempo, Dre intentó actualizar y extender el sonido con la grabación de álbumes como Dr. Dre Presents...The Aftermath o Nas, Foxy Brown, AZ, and Nature Present The Firm: The Album (1997). Aunque dichos discos lograron el estatus de disco de platino, tuvieron poco impacto en la escena del hip hop, quizá saturada en ese momento de ese sonido.
Sin embargo, el sonido G-funk ha tenido un impacto muy duradero en el hip hop y su influencia puede ser rastreada desde entonces en álbumes como la aclamada reaparición en 1999 de Dr. Dre con 2001, con un estilo de producción considerablemente diferente a The Chronic pero aún enraizado en el sonido de su antiguo disco. Otro álbum representativo del G-funk (pese a sus malas ventas) es The return of the regulator de Warren G, una mezcla de sonidos, lírica y composición que algunos consideran cumbre del G-funk más puro. En el año 2013, Snoop Dogg bajo el nombre Snoopzilla, compuso un álbum llamado 7 days of funk, el cual ha tenido buena recepción por parte del público y la crítica.

## Representantes de G-Funk
- Nate Dogg
- Tupac Shakur
- Dr. Dre
- N.W.A
- Snoop Dogg
- Warren G
- DJ Quik
- Eazy-E
- Bone Thugs-N-Harmony
- Ice Cube
- Daz Dillinger
- Kurupt
- Too $hort
- MC Eiht
- Xzibit
- Nate Dogg
- Above the Law
- Butch Cassidy
- Shade Sheist
- Tha Eastsidaz
- South Central Cartel
- Tha Dogg Pound
- Twinz
- King Tee
- New Breed of Hustlas
- C-Funk

## Representantes de G-Funk Mexicano y Chicano
- West Gold
- King Labiz
- C-4
- Dyablo
- Silencer
- Mr. Sancho
- Tabernario
- Kartel de Las Calles
- L.S.D.
- Mr. Shadow
- Boogie
- Mr. Lil One
- Mr. Criminal
- Mr. Knightowl aka El Tecolote
- N2Deep
- Kid Frost

- Datos: Q1045541